# Zapotekowie

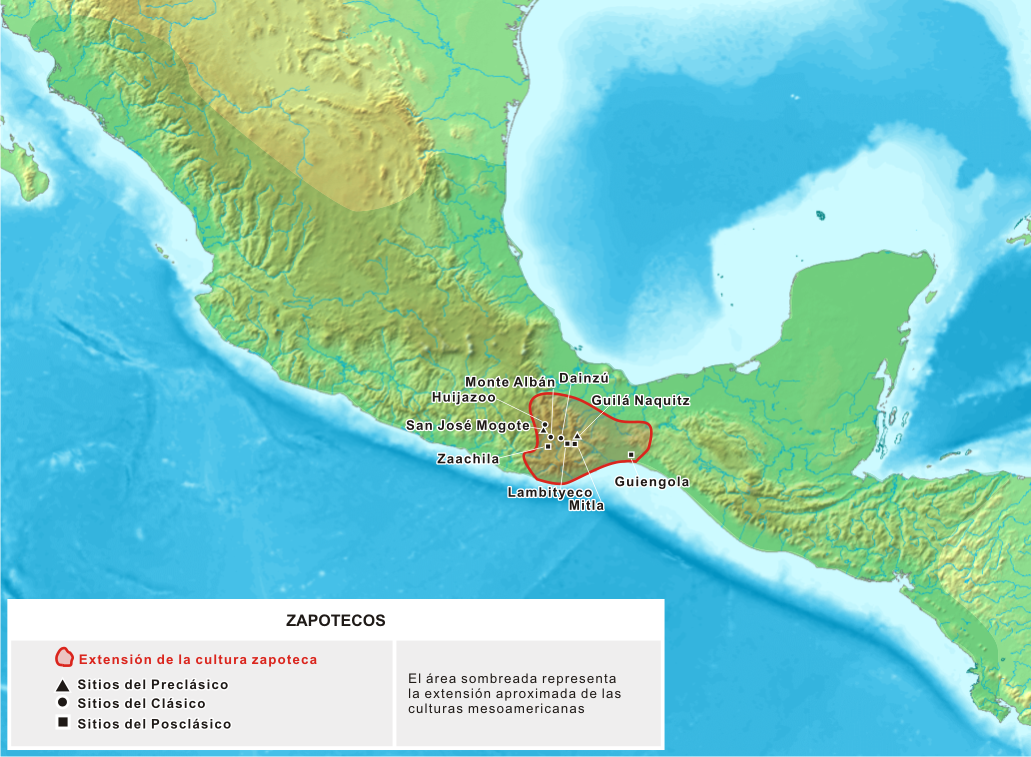
Zasięg kultury Zapoteków

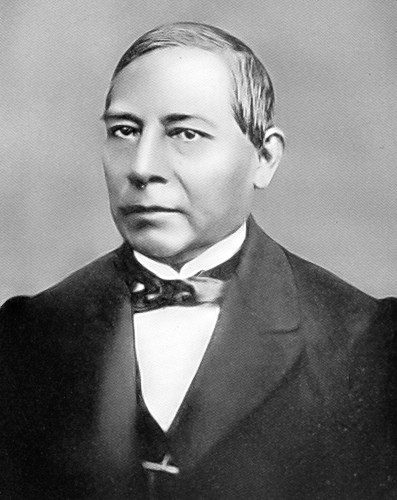
Prezydent Meksyku Benito Juarez

Zapotekowie – grupa rdzennych mieszkańców Meksyku, zamieszkujących środkowo-wschodnią część obecnego stanu Oaxaca. 
Obecnie ich populacja liczy około 400 tys., większość posługuje się językiem hiszpańskim, w użyciu jest też silnie rozdrobniony dialektalnie język zapotecki z rodziny oto-mangueskiej.
W czasach prekolumbijskich stworzyli jedną z trzech wielkich kultur mezoamerykańskich.  Najważniejszym ośrodkiem tej kultury było miasto Monte Albán.  Pozostałe to: Lambityeco, Dainzu, Mitla, Yagul, San José Mogote i Zaachila.
Najbardziej znanym Zapotekiem był prezydent Meksyku Benito Juárez.

## Historia Zapoteków
Zapotekowie osiedlili się w Dolinie Oaxaca około roku 1400 p.n.e., budując pierwsze osady nad brzegami rzek. Między 1300 a 900 p.n.e. osady wiejskie składały się z ośmiu do dziesięciu domów. Z około 850 p.n.e. pochodzi obserwatorium astronomiczne z Caballito Blanco w dolinie Tlacolula. Około 600 p.n.e. najważniejszym ośrodkiem stało się San José Mogote. Odkryto w nim m.in. pierwsze hieroglify na tym obszarze. Około 500 roku p.n.e. centrum cywilizacji Zapoteków przeniosło się do Monte Albán.
Monte Albán powstało około 600 p.n.e., a po stu latach stało się najważniejszym ośrodkiem Zapoteków, zamieszkanym do 900 r. n.e.
Około 500 n.e. znaczenie Monte Albán zmalało, a między 750 a 900 n.e. zostało opuszczone. Nie zostało ono zniszczone, ale drastycznie zmniejszyła się jego ludność, choć niektóre części miasta były zamieszkane do przybycia Hiszpanów w 1521 r.
Po upadku Monte Albán rozwinęły się inne ośrodki, takie jak Mitla, Lambityeco i Zaachila. Żadne z nich nie osiągnęło dominującej pozycji. Powstawały związki miast, które rywalizowały ze sobą. Na krótko Dolina Oaxaca została podbita przez ludność przybyłą z Doliny Meksyku. Po niej przybyli Mixtekowie, prowadząc ciągłe wojny o ziemie uprawne i daniny.